# Monster (película de 2014)
Monster  (hangul:몬스터;rr:Monseuteo) es un thriller surcoreano escrito y dirigido por Hwang En-ho, protagonizado por Lee Min-ki y Kim Go-eun.

## Argumento
Independiente y agresiva, Bok-soon es conocida en el vecindario como una "loca" debido a su comportamiento extraño. Ella es "lenta" y no muy lista debido a una incapacidad en su desarrollo; sin embargo es una mujer valiente con un mundo interior feliz. Bok-soon maneja un pequeño puesto de legumbres en el mercado local para cubrir los gastos de su hermana menor Eun-jeong, a quien ama más que a su propia vida. Los apodos que le han dado no le afectan en absoluto pues a ella sólo le preocupa trabajar duro y ahorrar dinero para la educación de Eun-jeong. Su relativamente pacífica vida es interrumpida cuando Tae-soo, quien vive solo en el bosque, asesina a Eun-jeong por haber descubierto la verdad de su estilo de vida como asesino serial. Bok-soon es completamente consumida por un incontrolable dolor, locura y rabia, y a pesar de su capacidad mental limitada, empieza a planear su venganza, y se une a Na-ri, otra chica que está siendo perseguida por Tae-soo, para consumarla.
Tae-soo es despiadado e imprevisible, comete asesinatos brutales sin ninguna razón y metódicamente hace desaparecer cualquier prueba que lo incrimine. Este espíritu agresivo contrasta con la profunda preocupación que profesa hacia su familia adoptiva; conformada por su madrastra Kyeong-ja y su hermano mayor Ik-sang, quienes lo adoptaron desde niño. Sin embargo, la adopción sirvió como una oportunidad para explotarlo(a pesar del asco y miedo que le tienen), lo que al pasar de los años sólo agravó la soledad y monstruosidad que habitaban en él.
Finalmente, Kyeong-ja e Ik-sang consiguen algunos pandilleros para intentar asesinar a Tae-soo y concretar su venganza. Con sus instintos animales, Tae-soo escapa de la muerte, pero acaba recibiendo terribles heridas. Justo entonces Bok-soon encuentra a Tae-soo, y una pelea mortal inicia entre esta frágil, pero valiente mujer y el cruel asesino que arruinó su vida.

## Reparto
- Lee Min-ki como Tae-soo.
- Kim Go-eun como Park Bok-soon
- Ahn Seo-hyun como Na-ri.
- Kim Bo-ra como Eun-jeong.
- Kim Roi-ha como Ik-sang.

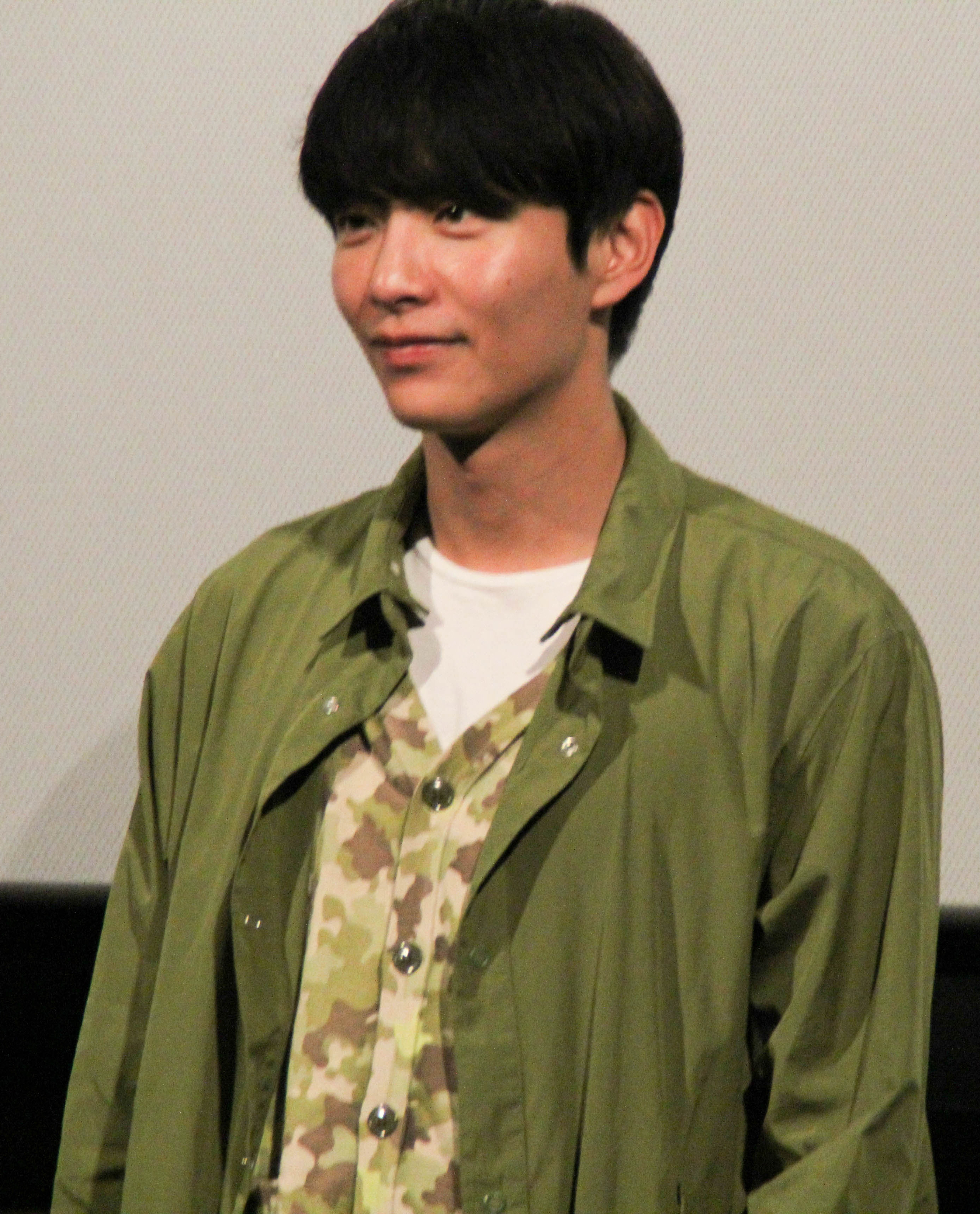
Lee Min-ki como Tae-soo

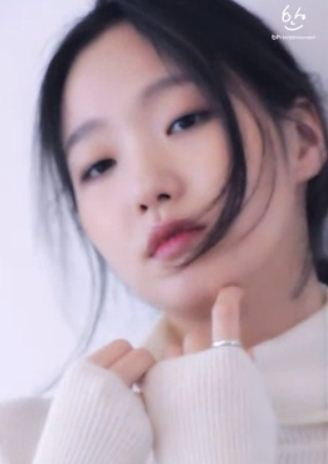
Kim Go-eun como Book-soon

- Kim Boo-seon como Kyeong-ja.* Nam Gyeong-eup como Jefe Jeon.
- Han Da-eun como Yeon-hee.
- Park Byung-eun como Kwang-soo.
- Bae Seong-woo como Seong-moon.
- Kim Gyung-ae como abuela de Book-soon.
- Heo Joon-seok como dirigente de equipo de escombros.
- Yoo Jae-myung como policía.
- Park Chul-min como Jefe (cameo).
- Sung Hyuk como taxista.

## Recepción
Monster se estrenó en cines el 13 de marzo de 2014. El escritor y director Hwang En-ho experimentó combinando thriller y elementos de comedia y llevando las convenciones de género a sus extremos, pero algunos críticos la consideraron una película «incómoda», «sin armonía» y «casi esquizofrénica», mientras otros críticos percibieron un aire misógino, a pesar, de su mensaje de empoderamiento femenino. Esta crítica negativa pareció afectar su estreno, con solo 88 995 espectadores en su fin de semana de apertura, detrás de Thread of Lies y 300: Rise of an Empire.  Obtuvo 357 000 entradas y ₩2.85 mil millones (EE. UU.$2.66 millones) en su primera semana.